# A Benefit for Victims of Violent Crime
A Benefit for Victims of Violent Crime è un EP benefit del gruppo punk Anti-Flag per il Center for Victims of Violence and Crime e comprende cinque nuove tracce studio oltre a tracce live registrate al Mr. Smalls di Pittsburgh nell'aprile del 2007. Il bassista Chris Barker ebbe una drammatica esperienza in questo campo quando perse sua sorella, assassinata insieme al fidanzato, lasciando una figlia e un figlio. La reazione degli Anti-Flag a questa tragedia è stata quella di pubblicare questo EP benefit per aiutare chiunque viva tragedie simili a superarle.

## Tracce
1. No Paradise – 3:13
2. Oh, Katrina (Interlude) – 0:22
3. No Future – 2:35
4. Anthem for the New Millennium Generation – 3:05
5. Corporate Rock Still Sucks – 1:51
6. John Ashcroft Was a Nazi (Interlude) – 0:09
7. Marc Defiant – 1:10
8. No Borders No Nations (Live) – 3:00
9. 1 Trillion Dollar$ (Live) – 2:49
10. Turncoat (Live) – 2:20
11. The Project for a New American Century (Live) – 3:38
12. 911 for Peace (Live) – 3:27

## Formazione[2]
- Justin Sane – chitarra, voce
- Chris Head – chitarra, voce d'accompagnamento
- Chris #2 – basso, voce
- Pat Thetic – batteria
- Anti-Flag – produzione, missaggio, note
- Nathan Campisi – assistente ingegnere del suono
- John "Silas" Cranfield – assistente ingegnere del suono
- Jeremy Dinsmore – assistente ingegnere del suono, ingegnere audio
- Mass Giorgini – mastering
- John Silas Cransfield – ingegnere audio
- Larry Luther – ingegneria del suono, missaggio
- Dan Rock – layout
- David Schiffman – produzione, missaggio
- Dennis E. Swogger Jr. – fotografia